# 核定征收

国家税务总局公务员帽徽

核定征收，是中华人民共和国一种征税方式，主要针对依法无需设置账簿或依法应设置账簿但无法查证、逾期申报、可能有逃税行为的纳税人，即应纳税经营额或所得额由税务机关核定，再依据法定税率征税。

## 授权法源
《中华人民共和国税收征收管理法》第三十五条规定，纳税人有下列情形之一的，税务机关有权核定其应纳税额：
1. 依照法律、行政法规的规定可以不设置账簿的；
2. 依照法律、行政法规的规定应当设置但未设置账簿的；
3. 擅自销毁账簿或者拒不提供纳税资料的；
4. 虽设置账簿，但账目混乱或者成本资料、收入凭证、费用凭证残缺不全，难以查账的；
5. 发生纳税义务，未按照规定的期限办理纳税申报，经税务机关责令限期申报，逾期仍不申报的；
6. 纳税人申报的计税依据明显偏低，又无正当理由的。

## 征收方式

### 定期定额征收
定期定额征收方式仅针对达不到《个体工商户建账管理暂行办法》规定设置账簿标准的个体工商户。纳税人先自行申报营业情况，再由税务机关调查核实情况，由税务机关依据其一定时间内经营规模、经营区域、经营内容、行业特点、管理水平等因素核定其一定期间内应纳的各项税额，经过公示并批准后，分期征收；若经营情况有较大变化，则税额及征税方式都可能相应发生变化。
若相关个体工商户达到了《个体工商户建账管理暂行办法》要求时，则可能转为查账征收税款的方式。例如，崔永元于2018年6月曝光了明星偷逃税款事件。为了查实相关影视工作室的应税数额，并确定征税税种税率，国家税务总局东阳市税务局给横店影视城内以个体工商户名义注册的部分影视工作室下发通知，自2018年6月30日开始终止定额征收，转为查账征收，并要求相关工作室于终止定额征收45日内上报定期定额征收期间分月收入和支出。

### 核定应税所得率征收
对于依法应设置账簿但未设置或无法查证、逾期申报、可能有逃税行为的纳税人，在经过纳税人申报后，税务机关根据其生产、销售额、主要从事行业等，参照同地区同行业纳税人、成本支出率、消耗原料等因素，核定其税率。税款按月、按季度预缴，年底清缴。